# Yellow House (album)
Yellow House je druhé studiové album americké rockové skupiny Grizzly Bear, vydané v září roku 2006 prostřednictvím hudebního vydavatelství Warp Records. Album produkoval baskytarista Chris Taylor a název alba odkazuje na dům matky Eda Drosta, ve kterém probíhalo nahrávání tohoto alba. Jde o první řadové album této skupiny, na kterém se podílela její kompletní sestava; první album Horn of Plenty vydané v roce 2004 nahrál sám Droste s několika příspěvky bubeníka Christophera Beara.

## Seznam skladeb
| Pořadí | Název                                  | Délka |
| ------ | -------------------------------------- | ----- |
| 1.     | Easier                                 | 3:43  |
| 2.     | Lullabye                               | 5:14  |
| 3.     | Knife                                  | 5:14  |
| 4.     | Central and Remote                     | 4:54  |
| 5.     | Little Brother                         | 6:24  |
| 6.     | Plans                                  | 4:16  |
| 7.     | Marla                                  | 4:56  |
| 8.     | On a Neck, On a Spit                   | 5:46  |
| 9.     | Reprise                                | 3:19  |
| 10.    | Colorado                               | 6:14  |
| 11.    | Granny Diner (pouze na japonské verzi) | 4:51  |

## Obsazení
Grizzly Bear
- Edward Droste – zpěv, klávesy, autoharfa, kytara
- Christopher Bear – bicí, zpěv, xylofon, lap steel kytara, zvonkohra
- Daniel Rossen – zpěv, kytara, banjo, klavír, autoharfa
- Chris Taylor – klarinet, flétna, saxofon, zpěv, klávesy, baskytara, elektronické efekty

Ostatní hudebníci
- G. Lucas Crane – tapes
- Owen Pallett – smyčcové nástroje, aranžmá smyčců
- John Marshman – smyčcové nástroje